# Tatiana Bvegadzi
Tatiana Martine Bvegadzi (30 de enero de 1979) es una deportista congoleña que compitió en judo. Ganó una medalla de bronce en el Campeonato Africano de Judo de 2004 en la categoría de +78 kg.

## Palmarés internacional
| Campeonato Africano | Campeonato Africano | Campeonato Africano | Campeonato Africano |
| Año                 | Lugar               | Medalla             | Categoría           |
| ------------------- | ------------------- | ------------------- | ------------------- |
| 2004                | Túnez (Túnez)       | Medalla de bronce   | +78 kg              |